# Kiss Zsolt (curling játékos)
Kiss Zsolt (Budapest, 1989. március 29. –) kétszeres világbajnok, magyar válogatott curling játékos, jelenleg az Újpesti TE játékosa.
Palancsa Dorottyával duóban győzött a 2013-ban Budapesten megrendezett, világbajnokokat és világbajnoki érmeseket is felvonultató tornát a vegyes párosok küzdelmében. Egy hónap múlva, ugyanebben a felállásban a Frederictonban megrendezett világbajnokságon is aranyérmet szereztek, miután legyőzték a svédek párosát. Ezzel ők szerezték a magyar curling sport történetének első világbajnoki címét. 2014-ben címvédőként a negyedik helyen végeztek a skóciai világbajnokságon. A következő évben, a Szocsiban rendezett vb-én újra ők lettek a legjobbak a vegyes párosok mezőnyében. A hazai mezőnyben is élen végeztek az országos bajnokságban, majd 2016 januárjában megnyerték a pozsonyi Curling Champions Tour elnevezésű versenyt.

## Fontosabb eredményei
- Vegyes-páros világbajnok (2013, 2015)
- Vegyes csapat EB 3. helyezett (2013)
- Férfi csapat országos bajnok (2010, 2011, 2012, 2015, 2016)
- Vegyes páros országos bajnok (2012, 2013, 2014, 2015, 2016)
- Vegyes csapat országos bajnok (2012, 2013, 2014, 2015, 2016)
- Egyéni országos bajnok (2012, 2015, 2016)
- Ifjúsági fiú csapat országos bajnok (2009)
- Magyar Kupa győztes (2010, 2013)
- Vegyes páros VB 4. helyezett (2014)
- Év magyar férfi játékosa (2012, 2013, 2014, 2015, 2016)